# Internierungslager Dachau
Das Internierungslager Dachau errichtete die US-Armee nach der Ende April 1945 erfolgten Befreiung des KZ Dachau. Gesammelt wurden in diesem Internierungslager mutmaßliche NS-Kriegsverbrecher, KZ-Personal, Angehörige der Sicherheitspolizei und Personen, denen die Ermordung notgelandeter amerikanischer Flieger vorgeworfen wurde. Nach der Umnutzung des Internierungslagers Ludwigsburg wurden diese Personengruppen Mitte 1946 in Dachau zentral zusammengefasst. Das Lager wurde als letztes in der US-Zone und erst nach den Nürnberger Prozessen im September 1948 in die Verantwortung deutscher Behörden übergeben.

## Vorgeschichte
In Zusammenarbeit mit dem Häftlingskomitee Comité International de Dachau musste die US-Armee zwischen April und August 1945 zuerst den organisatorischen Betrieb des Lagers weiterführen, die Überfüllung der Wohnblöcke beenden, ehemalige Häftlinge teils an andere Orte verlegen und hygienische Verhältnisse wiederherstellen. Die Versorgung mit Nahrungsmitteln und Medikamenten war durch die Amerikaner anfangs sichergestellt. Die schwierigste Aufgabe war die Bewältigung der hohen Sterblichkeit und die Eindämmung der Epidemien. Häftlingsärzte und US-Soldaten impften alle Insassen gegen Typhus, isolierten einen Teil der Wohnblöcke und schufen einen engen Durchgang. Hier wurden alle hindurchgehenden Personen jeweils mit DDT besprüht. Über dessen Schädlichkeit wusste man noch nicht viel. Die Läuse als Krankheitsüberträger verschwanden, die Epidemie konnte eingedämmt werden.

## Internierungen in der US-Zone
In der US-Zone wurden insgesamt 46 Internierungsstätten errichtet, davon 37 Internierungslager, zwei Internierungs-Gefängnisse und sieben Internierungs-Krankenhäuser. Als Haftstätte für mutmaßliche Kriegsverbrecher hatte Dachau eine Sonderstellung inne. Bekannte NS-Funktionäre und Personen wurden vorbeugend interniert. Dies geschah im Zusammenhang mit der Demokratisierung des Landes, das vor den Nazis unbedingt zu schützen sei, und mit der endgültigen Zerschlagung des Nationalsozialismus. Diese vorbeugenden Inhaftierungen durch die US-Armee wurden später teilweise in diffamierender Absicht mit der Vorbeugehaft und der sogenannten Schutzhaft unter dem NS-Regime verglichen.
Die Amerikaner gelten in der historischen Forschung als die Alliierten mit dem größten „demokratischen Sendungsbewusstsein“. Sie werden als Wegbereiter der Entnazifizierung angesehen. Schon vor Ende des Krieges hatten sie Verdächtige verhaftet, ohne dass es dazu gemeinsame Beschlüsse der Alliierten gegeben hätte. Die Besatzungsmacht ging konsequent vor, was die hohen Belegungszahlen zeigen. Allein bis Dezember 1945 wurden insgesamt 117.512 Personen festgenommen. Von Anfang an wurde an ihrer Praxis Kritik geübt, dass sich die Inhaftierung nicht auf individuelle Schuld gründete, sondern nach schematischen Kriterien wie eine führende Position in NSDAP-Organisationen richtete.

## Funktionsbereiche
Innerhalb des Lagers gab es vier Funktionsbereiche:
- Von Juli 1945 bis Juni 1946 existierte der erste Funktionsbereich, das „SS-Compound“, auch „Cage 1“ oder „Freilager“ genannt. Dieser Lagerabschnitt befand sich auf dem Häftlingsbereich in den ehemaligen KZ-Baracken. Hier lebten zwischen 10.000 und 13.000 Personen, die gemäß dem „Automatischen Arrest“ inhaftiert waren, wie SS- und Waffen-SS-Leute und ehemalige Funktionäre der NSDAP. Ab Januar 1946 wurden Männer mit niedrigen SS-Rängen, oder die erst 1944 in die SS überstellt wurden, entlassen. Bis Mai 1946 kam ein großer Teil dieser Gefangenen frei. Ab 27. Mai 1946 wurde dieser Bereich langsam aufgelöst und die verbliebenen Inhaftierten bis zum Rang der Unteroffiziere wurden in das amerikanische Lager nach Bad Aibling gebracht (siehe auch Bad Aibling Station), die höheren Ränge kamen nach Plattling. Ab August 1947 übergab die US-Lagerverwaltung dieses Areal schrittweise in deutsche Verantwortung. Als deutsches Internierungs- und Arbeitslager bestand es bis August 1948.
- Im zweiten Teil des Lagers waren von Juli 1945 bis Juni 1946 Angehörige der Wehrmacht, deutsche Generäle und ungarische Personen. Das Areal wurde danach umdisponiert zu einem Entlassungslager für deutsche Kriegsgefangene. Im Oktober 1947 löste man diesen Bereich auf.
- Der dritte Teil war der „War Crimes Enclosure“, dies waren mehrere Sonderlager. Sie lagen im nördlichen Häftlingsbereich der Holzbaracken, aber auch im ehemaligen SS-Bereich. Aus den beiden ersten Lagern wählte der amerikanische Nachrichtendienst Counter Intelligence Corps Personen aus, die verdächtigt wurden, schwere Kriegsverbrechen begangen zu haben. Dieser Lagerbereich bestand von Sommer 1945 bis Januar 1948. Seit 11. Juli 1946 war dies das einzige Kriegsverbrecherlager in der US-Zone. Waren im März 1946 noch 5.000 Häftlinge in diesem Bereich, so waren es im November des gleichen Jahres bereits 12.000. So waren hier die KZ-Wachverbände, Angehörige des Generalstabs, der Waffen-SS und der SS-Divisionen „Das Reich“ und „Adolf Hitler“. Die Voruntersuchungen, ob eine Anklage erfolgen sollte, waren langwierig. Auch kooperationsunwillige Personen, die sich geweigert hatten, in Kriegsverbrecherprozessen als Zeugen auszusagen („unfriendly witnesses“), waren hier. Bereits Verurteilte warteten hier auf die Verlegung ins Kriegsverbrechergefängnis Landsberg.
- In einem früheren Teil des „Freilagers“ („Cage 1“) richtete die US-Lagerverwaltung ab Mai 1946 ein Zivilinterniertenlager ein, es wurde „Camp 29“ genannt. „War Crimes Suspect“, also Personen, deren Schuld in Vernehmungen nicht nachgewiesen werden konnte, wurden hier eingewiesen, zur Entnazifizierung von einer deutschen Spruchkammer.

Innerhalb des Lagers fanden ständig Verlegungen statt, so dass sich die vier Lagerbereiche stetig wandelten. Die Belegung des Internierungslagers variierte stark. Die Quartiere der „normalen“ Internierten galten als überbelegt, im Gegensatz zu denen der Kriegsverbrecher.
Das Lager stand anfangs unter amerikanischer Verwaltung, mit einem Lagerkommandanten an der Spitze. Die Wachmannschaften waren die Besatzungstruppen, ab November 1945 auch polnische Soldaten. Als Teile des Lagers unter deutsche Verantwortung gestellt wurden, waren hier deutsche Wachmannschaften, die Fluchtrate stieg. Einem Inspektionsbericht ist zu entnehmen, dass diese Wachmannschaften schlecht bezahlt wurden und deshalb als bestechlich galten. Die amerikanische Lagerleitung wusste um diese Missstände, dennoch griff sie nicht ein, solange die Fluchtraten niedrig blieben und die Disziplin im Lager nicht gefährdet war.

## Lebensbedingungen
Die amerikanische Militärregierung war stark bemüht, trotz der teilweise gravierenden Versorgungsengpässe keinen Lebensmittelmangel im Internierungslager aufkommen zu lassen. Einerseits wurden Vergleiche zwischen dem Internierungslager und dem KZ Dachau gezogen, andererseits war man bestrebt, schwer belasteten Kriegsgefangenen ein Mindestmaß an Lebensbedingungen zu erfüllen. Die US-Zone wurde zum einzigen Bereich der vier Besatzungsmächte, in der angeblich kein Internierter an Hunger starb. In der britischen und der französischen Zone starben vereinzelte Internierte durch die schlechte Ernährung. In der sowjetischen Zone lag die offizielle Sterblichkeitsrate bei 36 Prozent. Dort kamen etwa 43.000 Menschen zu Tode. Die Amerikaner wurden einerseits wegen der KZ-ähnlichen Zustände kritisiert, sahen sich andererseits der Kritik der „Verhätschelung von NS-Funktionären“ ausgesetzt. Die Ernährung stellte sich als großes Problem heraus, da die Amerikaner mit größeren deutschen Vorratsbeständen gerechnet hatten.
Nach der Ernte im Herbst entspannte sich die Lage etwa ab Oktober 1945. Bereits im Januar 1946 wurde jedoch angesichts neuer Versorgungsnotstände eine zonenweite Kontrolle des Gewichts der Internierten und der Kalorienmengen eingeführt. Es stellte sich heraus, dass eine schlechte organisatorische Verteilung der Kalorienmengen die Ursache war. Von nun an wurden die Kalorienmengen aufgeteilt in Nicht-Arbeiter, leicht oder schwer arbeitende Personen. Trotz der Umschichtung der Lebensmittelverteilungen kam es zu einigen Unterernährungen. Im Internierungslager Dachau litten im November 600 Personen an Unterernährung, obwohl ausreichend Lebensmittel vorhanden waren.
Zu Engpässen kam es auch bei Kleidung und Seife, die hygienischen Verhältnisse im Lager waren alles andere als zufriedenstellend.
Seit August 1945 sorgten Geistliche für die Seelsorge der Internierten. Sie trafen auf erhebliche Widerstände aufgrund der ablehnenden Haltung der Nationalsozialisten gegenüber den Kirchen. Das galt besonders für in den Dachauer Prozessen angeklagte ehemalige Gestapo-Angehörige, SS-Führer und SS-Ärzte, von denen viele aus der Kirche ausgetreten waren und sich als „gottgläubig“ bezeichnet hatten.
Im Januar 1946 kam es zum gewaltsamen Widerstand von 475 Sowjetbürgern, die in der SS gedient hatten. Sie widersetzten sich der zwangsweisen Repatriierung in die Sowjetunion. Daraufhin gingen mit Schlagwaffen ausgerüstete US-Soldaten gegen sie vor. Während der Auseinandersetzungen nahmen sich 14 Gefangene das Leben. Dieser Vorgang löste ein breites Presseecho in den USA aus, in dem die Praxis der zwangsweisen Rückführung in die Sowjetunion mehrheitlich scharf kritisiert wurde.
Am 31. August 1948 wurde das US-Internierungslager aufgelöst und das Gelände dem Bayerischen Landesamt für Vermögensverwaltung und Wiedergutmachung übergeben.
Aus dem Lager entließen die bayerischen Behörden die letzten Gefangenen am 29. September 1948. Personen, die an diesem Tag ohne weitere Nachforschungen entlassen wurden, waren Joachim Ruoff (Erster Generalstabsoffizier im SS-Führungshauptamt), Helmut Sündermann (Stabsleiter des Reichspressechefs), Fritz Reinhardt (Staatssekretär im Finanzministerium), Max Köglmaier (Staatssekretär im bayerischen Innenministerium), Dr. Hartmann (Arzt aus Birnbach im Rottal) und einige weitere. Werner Grothmann (erster Adjutant Himmlers zur Waffen-SS) war am Tag zuvor entlassen worden. Hingegen war der frühere Direktor der Universität München, Walther Wüst, auf dem Weg ins Arbeitslager Ungererstraße.

### Zusammenfassung
Obwohl es Versorgungsprobleme gab, schuf die US-Besatzungsmacht ein funktionierendes Internierungslager, das kein rechtsfreier Raum war und in dem als schuldig geltende Personen nach humanitären amerikanischen Maßstäben behandelt wurden. Die US-Armee leistete mit dieser Arbeit ein positives Beispiel für den Umgang mit politischen Gefangenen. Die deutschen Gefangenen betonten die Entbehrungen im US-Internierungslager, sie verglichen es mit dem Konzentrationslager, stellten Verfahrensfehler und Mängel fest. Obwohl die Versorgung der Haftinsassen in der Tat nur ausreichend bis mangelhaft war, gab es im Unterschied zur ehemaligen KZ-Lagerordnung keine Körperstrafen und auch keine alleinige Gerichtsbarkeit des Lagerkommandanten. Es herrschten demokratisch-juristische Vorgehensweisen, auch bei der Behandlung der Gefangenen. Die Sterblichkeit im Lager entsprach der Sterblichkeitsrate der übrigen Bevölkerung.

## Gnadengesuche
Das US-Militärgericht erreichten in der Zeit der amerikanischen Verwaltung zahlreiche schriftliche Gnadengesuche zu den Prozessen, beispielsweise von den Angehörigen des KZ-Personals und von NSDAP-Funktionären selbst. Ebenso trafen schriftliche Gesuche gegensätzlicher Art ein:
München, den 29.I.46
Herrn General McNarney!
Soeben lese ich in der Presse von drei Begnadigungen von den Henkern von Dachau, die durch Herrn Generalleutnant Truscott ausgesprochen wurden. [!] Gestatten Sie, Herr General, einer unglücklichen Mutter, deren Sohn man als pol. Gegner 1933 verhaftete, nach Dachau brachte, und all diese Jahre ohne einen [!] Lebenszeichen vom ihm ist, geben Sie, Herr General, der Begnadigung keine Bestätigung. Befreien Sie uns von dieser Sorte Menschen. Zwölf Jahre habe ich mich schon geschämt, Deutsche zu sein, als man einen arbeitsscheuen, staatenlosen Hochstapler an die Spitze des deutschen Reiches stellte. Und seine Anhänger, die soviel Unglück über die Menschen brachten, soll man begnadigen? Bitte, Herr General, tun Sie es nicht. […]

## Umerziehung
Im Zuge der Demokratisierungspolitik verfolgten die Amerikaner als pädagogisches Ziel, das deutsche Volk mit den Geschehnissen und den Orten des nationalsozialistischen Terrors zu konfrontieren. So wurden Broschüren über das Lager Dachau und andere Konzentrations- und Vernichtungslager erstellt und verteilt. Ein Dokumentarfilm „Die Todesmühlen“ wurde zusammengestellt, er kam ab Januar 1946 in die Kinos. In einem amerikanischen Bericht heißt es dazu: „Die große Besucherzahl in den Kinos zeigt deutlich, dass die Deutschen es im großen und ganzen nicht vermieden, sich diese Anklage der deutschen Nation anzusehen. Anscheinend ist es dem Film mehr als jedem anderen Versuch gelungen, bei den Deutschen ein Bewusstsein der großen Schuld des Hitler-Regimes hervorzurufen.“ Die amerikanischen Offiziere registrierten die Reaktionen des Volks auf diesen Film. Einerseits kam es zur beschämten Haltung von Zuschauern, die den Wahrheitsgehalt des Filmes nicht bezweifelten. Andererseits kam es zu Aussagen, die NS-Gräuel seien nur ein Teil der Geschichte, man müsse auch die Bombardierungen deutscher Städte bedenken, dürfe das Schicksal deutscher Kriegsgefangener nicht vergessen und die Vertreibung der Zivilbevölkerung aus den Ostgebieten des Deutschen Reichs.